# Grannar emellan
Grannar emellan (norska: Side om side)  är en norsk komediserie vars första säsong hade premiär på NRK den 7 september 2013. Seriens tionde och sista säsong hade premiär på samma kanal den 26 augusti 2023. Serien är skapad av Terje Solli, och den är regisserad av Marit Åslein.

## Handling
Serien kretsar kring tre familjer bosatta i den fiktiva orten Granli utanför Oslo. Dessa består  av Kvåle/Lerke, Pedersen och Kopperud.

## Rollista (i urval)
- Tore Sagen – Frode Pedersen
- Vidar Magnussen – Jonas Kvåle
- Marie Blokhus – Maria Lerke
- Pernille Sørensen – Lisbeth Berg
- Axel Omejer – Sander Pedersen
- Charlotte Frogner – Celine Kopperud
- Jon Almaas – Christian Kopperud
- Hans Morten Hansen – Rolf Gullestad
- Steinar Sagen – Steinar Sagen
- Henriette Marø – Silje Helgesen
- Isabel Ødegård – Isabelle